# قطب مرجعي

مخطط لقطب الهيدروجين القياسي:
1) قطب البلاتين ،
2) غاز الهيدروجين ،
3) محلول حمضى تركيزه 1 مول / لتر ،
4) لمنع دخول الأكسجين ،
5) الخزان الذي يتم من خلاله ربط النصف الثاني من الخلية الجلفانية. يمكن أن يكون الاتصال مباشرًا ، من خلال أنبوب ضيق لتقليل الاختلاط ، أو من خلال جسر ملحي ، اعتمادًا على القطب الكهربائي والمحلول الآخر. هذا يخلق مسارًا أيونيًا موصلًا إلى القطب الكهربائي العامل المطلوب.

القطب المرجعي هو القطب الذي لديه جهد كهربائي مستقرة ومعروف عادةً ما يتم الوصول إلى الثبات العالي لجهد القطب باستخدام نظام الأكسدة والاختزال بتركيزات ثابتة (مشبعة) لكل زوج من ثنائية الأكسدة والاختزال في تفاعل.
توجد طرق عديدة لاستخدام الأقطاب الكهربائية المرجعية. أبسطها عندما يتم استخدام القطب المرجعي كنصف خلية لتشكيل خلية كهروكيميائية. هذا يسمح بتحديد الجهد الكهريائي لنصف الخلية الأخرى. لم يتم تطوير طريقة دقيقة وعملية لقياس جهد القطب الكهربي وهو معزول.

## أقطاب مرجعية مائية
أكثر الأقطاب المرجعية شائعة الاستعمال وجهدها الكهربائي موضحة فيمايلي:
- قطب الهيدروجين القياسي (SHE) (E = 0.000 V) التركيزH + = 1 مولاري
- قطب الهيدروجين العادي (NHE) (E 0.000 V) التركيز H + = 1 مولاري
- قطب الهيدروجين العكوس (RHE) (E = 0.000 V - 0.0591 × pH)
- قطب الكالوميل المشبع (SCE) (E = +0.241 V مشبع)
- قطب كبريتات النحاس والنحاس (II) (CSE) (E = +0.314 V)
- قطب كلوريد الفضة (E = +0.197 V في كلوريد البوتاسيوم مشبع)
- قطب كلوريد الفضة (E = +0.210 V in 3.0 mol KCl / kg)
- قطب كلوريد الفضة (E = +0.22249 V in 3.0 mol KCl / L) [2]
- قطب الأس الهيدروجيني (في حالة المحاليل المنظمة لدرجة الحموضة ، انظر محلول المنظم)
- قطب البلاديوم والهيدروجين
- قطب هيدروجين ديناميكي (DHE)
- قطب كبريتات الزئبق الزئبقي (E = +0.64 V في Sat'd K 2 SO 4 ، E = +0.68 V in 0.5 MH 2 SO 4) (MSE)

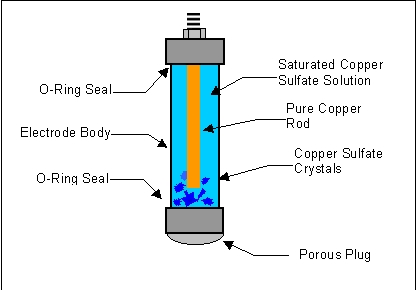
القطب المرجعي Cu-Cu (II)

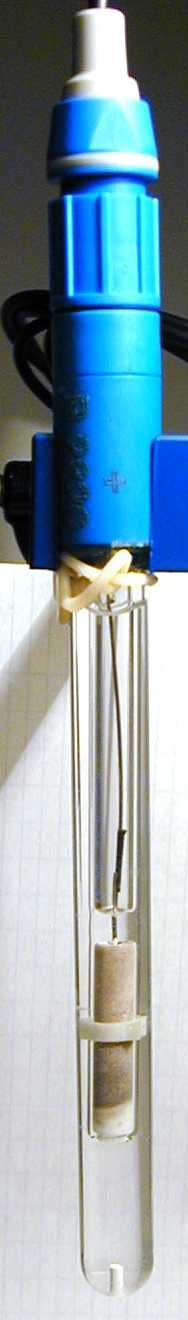
Ag-AgCl القطب المرجعي

## أقطاب مرجعية غير مائية
يمكن استخدام الاقطاب المرجعية المائية لقياس الجهد الكهربائي في المحاليل الغير المائية، ولكن لفترة صغيرة، اما القياسات الطويلة فلا يمكن الوثوق بها. وهذا راجع لاختلاف الانظمة المائية والغير المائية، فسلوك مكونات النظام وظواهره يجعل من الصعب المقارنة بين الجهد في النظامين.
| مذيب                 | الصيغة    | E1/2 (V) (FeCp20/+ vs SCE, 0.1 M NBu4PF6 at 298 K) |
| -------------------- | --------- | -------------------------------------------------- |
| الاسيتونتريل         | CH3CN     | 0.40، 0.382                                        |
| ثنائي كلورو ميثان    | CH2Cl2    | 0.46، 0.475                                        |
| تتراهيدروفوران       | THF       | 0.56، 0.547                                        |
| ثنائي ميثيل فورماميد | DMF       | 0.45، 0.470                                        |
| الأسيتون             | (CH3)2C=O | 0.48                                               |
| ثنائي ميثيل سلفوكسيد | DMSO      | 0.435                                              |
| الأثير ثنائي ميثيل   | DME       | 0.51، 0.580                                        |

قطب شبه مرجعي (QRE) يمكن تفادي المشاكل السابقة في استعمال الاقطاب المرجعية المائية في المحاليل الغير المائية باستخدام القطب شبه المرجعي وهو قطب يستخدم فيه الفيروسين أو كوبالتوسين أو ديكاميثيل فيروسين، حيث يعتبر الفيروسين وبعض مشتقاته مثاليا للعمل في المحاليل الغير مائية وقد كسب قبولا منذ الستينات ليكون مرجع قياسي للمحاليل الغير مائية، وفي سنة ١٩٨٤ اوصى الاتحاد الدولي للكيمياء البحتة والتطبيقية (IUPAC) بزوج الفيروسين (II /III) كزوج قياسي للأكسدة والاختزال.
تحضير الاقطاب شبه المرجعية امر سهل وبسيط، حيث يكون التحضير اثناء العمل على تجارب القياس، اذ يجب تحضير مرجع جديد مع كل مجموعة من التجارب، وهذا مايجعلنا نتفادى مشاكل الصيانة والتخزين التي قد تسبب أخطأ في القياس. إضافة أيضا للتكلفة اليسيرة لهذا القطب مقارنة بالاقطاب المرجعية الأخرى.
لعمل قطب شبه مرجعي (QRE):
1. أدخل قطعة من الأسلاك الفضية في حمض الهيدروكلوريك المركز ثم اترك السلك يجف على قطعة قماش خالية من النسالة. هذا يشكل طبقة غير قابلة للذوبان من كلوريد الفضة كلوريد الفضة على سطح القطب ويمنحك سلك Ag/AgCl. كرر الغمس كل بضعة أشهر أو إذا بدأ القطب شبه المرجعي في الانحراف.
2. الحصول على Vycor الزجاج فريت (قطر 4 مم) وأنابيب زجاجية بقطر مماثل. اربط مزيج التزجيج الزجاجي Vycor بالأنبوب الزجاجي باستخدام أنابيب التفلون.
3. اشطف ثم املأ الأنبوب الزجاجي النظيف بمحلول كهرل مساعد وأدخل سلك Ag/AgCl.
4. يجب أن يقع زوج فيروسين (II / III) حول 400 ملي فولت مقابل Ag /AgCl QRE في محلول أسيتونيتريل. سيتغير الجهد حتى 200 ملي فولت بتغير الشروط، وبالتالي فإن إضافة معيار داخلي مثل الفيروسين في مرحلة ما أثناء التجربة أمر ضروري دائمًا.

## أقطاب مرجعية زائفة
القطب المرجعي الزائف هو مصطلح لم يتم تعريفه جيدًا وله معاني متعددة حيث يتم استخدام مرجعي زائف أوشبه مرجعي. وهي فئة من الأقطاب الكهربائية لا تحافظ على جهد ثابت ومستقر ولكنها تختلف باختلاف شروط العمل. والمميز فيها أنه إذا كانت الشروط معروفة، يمكن حساب الجهد ويمكن استخدام القطب كمرجع. وهذا مايجعلها تعمل في نطاق محدود بتلك الشروط، مثل الحموضة أو درجة الحرارة. واذاخرجنا على هاته الشروط يصبح سلوك هذه الاقطاب غير متوقع.
من ضمن الاقطاب المرجعية الزائفة تم تطوير أقطاب غشاء الزركونيا المستقرة في الإيتريا (YSZ) مع مجموعة متنوعة من أزواج الأكسدة والاختزال، على سبيل المثال، Ni/NiO. يعتمد جهدها على الأس الهيدروجيني. عندما تكون قيمة الأس الهيدروجيني معروفة، يمكن استخدام هذه الأقطاب كمرجع في تطبيقات بارزة وفي درجات حرارة مرتفعة.